# Bogan River
Der Bogan River ist ein Fluss im australischen Bundesstaat New South Wales.

## Verlauf
Er entspringt nördlich von Goonumbla in der Mitte von New South Wales und fließt nach Nord-Nordwesten durch die Städte Peak Hill, Tottenham und Nyngan. Nach 617 Kilometern mündet er östlich von Warrawenga nahe dessen Quelle in den Darling River.
Anders als viele andere Flüsse in der Mitte von New South Wales entspringt der Bogan River nicht im wasserreichen Hochland, und so ist sein Wasserstand niedrig und wechselt stark mit den Jahreszeiten. Für die Bewässerung des Landes sind seine mangelnden Wassermassen kaum geeignet.

### Nebenflüsse
Seine wichtigsten Nebenflüsse sind der Bugwah Creek, der Bulbodney Creek, der Burill Creek, der Duck Creek und der Gunningbar Creek.

## Geschichte
Den Fluss überquerte erstmals John Oxley im Jahre 1817, aber benannt wurde er von Charles Sturt am 1. Januar 1829 während dessen Expedition 1828–1829, und zwar als New Years Creek. Noch bevor Major Sir Thomas Mitchell den Fluss 1835 erforschte, wurde er Bogan River genannt. Am 17. April 1835 verließ der Botaniker Richard Cunningham die Expedition Mitchells in der Nähe des Bogan River und wurde vermutlich von Aborigines getötet.
Im April 1990 verursachte der Fluss eine große Überschwemmung und in Nyngan mussten trotz aller Anstrengungen der Bevölkerung, die Sandsäcke zu Flutwällen aufschichtete, 2.500 Menschen aus der Stadt evakuiert werden.
Der Name Bogan ist vermutlich ein Aborigines-Name für die Geburtsstätte eines lokalen Stammesführers.